# 7634 Shizutani-Kou
7634 Shizutani-Kou è un asteroide della fascia principale. Scoperto nel 1982, presenta un'orbita caratterizzata da un semiasse maggiore pari a 3,1776605 UA e da un'eccentricità di 0,1981995, inclinata di 2,59649° rispetto all'eclittica.